# Ливена, Лайма
Лайма Ливена (латыш. Laima Līvena; 9 июня 1943, генеральный округ Латвия — 22 октября 2006, Латвия) — латышская советская поэтесса.

## Биография
Лаймдота Ливена (латыш. Laimdota Līvena) родилась 9 июня 1943 года в сельской местности в семье педагогов. На  оккупированной территории Латвии  был в те годы Генеральный округ Латвия.
В 1964 году окончила зооветеринарный техникум в Салдусе.
Работала в издательствах, периодических изданиях, библиотекарем.
В 1972 году заочно окончила Литературный институт имени А. М. Горького в г. Москве.
Член Союза писателей СССР и Латвийского писательского клуба.
Лайма Ливена умерла 22 октября 2006 года.

## Творчество
Поэзия затрагивает вечные темы человеческого бытия, отношения с природой. На стихи поэтессы написано несколько песен.

## Сочинения
Лайма Ливена писала стихи на латышском языке. Некоторые произведения переведены на русский язык.
Книги:
- Līvena, Laima. Caur ziemas dienām. — Rīga: Liesma, 1967. — 52 с. — 8000 экз.
- Līvena, Laima. Šūpoles. — Rīga: Liesma, 1970. — 145 с.
- Līvena, Laima. Diena. — Rīga: Liesma, 1974. — 118 с.
- Līvena, Laima. Zem klajas debess. — Rīga: Liesma, 1981. — 109 с.
- Ливена, Лайма. Под открытым небом / Пер. с латыш. Л. Осиповой. — М.: Сов. писатель, 1983. — 88 с. — 10 000 экз.[4]
- Līvena, Laima. Pacelt no zemes vārdu. — Rīga: Liesma, 1987. — 101 с.
- Līvena, Laima. Mārča dzejoļi. — Rīga: Preses nams, 1996. — 52 с.
- Līvena, Laima. Starp tumsu un gaismu. — Rīga: Enigma, 1998. — 177 с. — ISBN 9984634140.
- Līvena, Laima. Bezlaicīte. — Rīga: Tapals, 2005. — 125 с. — ISBN 998472087X.